# Columna (militar)

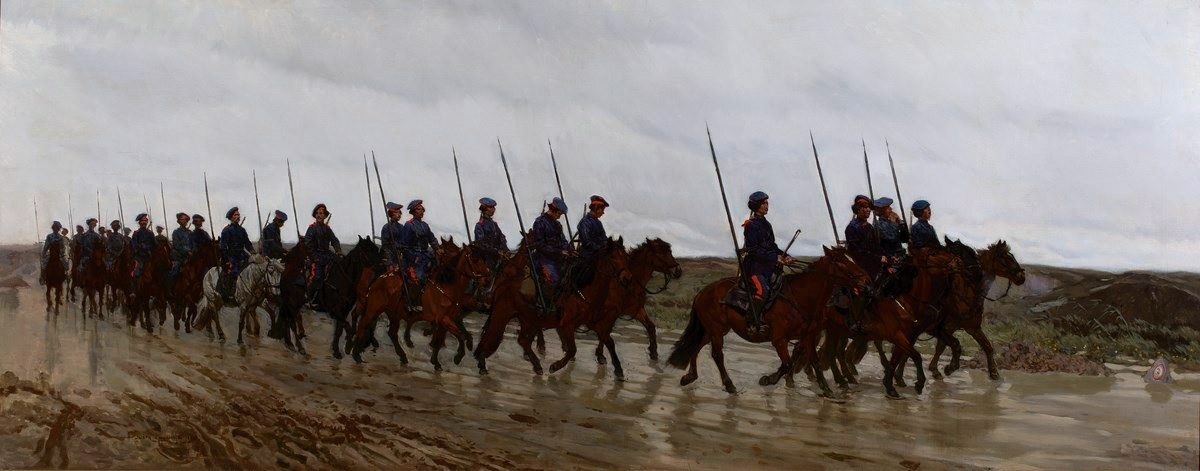
Columna de cosacos. Pintura de Józefa Chełmońskiego (1881).

Una columna es un modo de formación de tropa o de otras unidades militares que marchan una tras otra, ordenadamente. Puede estar constituida por soldados de tropa, buques de una escuadra numerosa, o carros de combate y tropas de infantería (columna blindada).
También puede hacer referencia a un conjunto de tropas no permanentes ni reglamentarias como las que participan en una guerra de guerrillas. 